# Політехнічний провулок (Київ)
Політехні́чний прову́лок — провулок у Солом'янському та Шевченківському районах міста Києва, місцевість Шулявка. Пролягає від Берестейського проспекту до Борщагівської вулиці.
Прилучається Політехнічна вулиця.

## Історія
Провулок виник разом із Політехнічною вулицею у середині XIX століття під назвою Польови́й (з 1869 року), згодом був частиною Польової вулиці. Як самостійний провулок фігурує з 1944 року; був відокремлений від Політехнічної вулиці і продовжений до Борщагівської вулиці (прокладений на місці колишнього Березанського провулку та розташованої вздовж нього старої забудови, знесеної наприкінці 1960-х років).

## Забудова
Кілька житлових будинків по Політехнічному провулку належать до серії 1-КГ-480 («чешки»). На розі з Берестейським проспектом знаходиться п'ятиповерховий будинок, зведений 1933 року.

## Установи
- Ліцей № 142 (буд. № 2-А)
- Ліцей «Універсум» (буд. № 3-А)
- Науково-дослідний інститут митної справи (буд. № 4)
- Автошкола «Константа-ГС»